# Tyne and Wear (circonscription du Parlement européen)
Avant l’adoption uniforme de la représentation proportionnelle en 1999, le Royaume-Uni utilisait le système uninominal à un tour pour les élections européennes en Angleterre, en Écosse et au pays de Galles. Les conscriptions du Parlement européen utilisées dans ce système étaient plus petites que les circonscriptions régionales les plus récentes et ne comptaient chacune qu'un seul membre au Parlement européen.
La circonscription de Tyne and Wear était l'une d'entre elles.
Lors de sa création en Angleterre en 1984, il se composait des circonscriptions du Parlement de Westminster (sur leurs limites de 1983) de Gateshead East, Houghton and Washington, Jarrow, Newcastle upon Tyne East, South Shields, Sunderland North, Sunderland South, et Tyne Bridge. 

## Membre du Parlement européen
| Élection                    | Élection | Portrait | Membre        | Parti        |
| --------------------------- | -------- | -------- | ------------- | ------------ |
|                             | 1984     |          | Joyce Quin    | Travailliste |
|                             | 1989     |          | Alan Donnelly | Travailliste |
| 1999 circonscription abolie |          |          |               |              |

## Résultats des élections
Les candidats élus sont indiqués en gras.
| Parti         | Parti                                  | Candidat      | Voix    | %    | ± |
| ------------- | -------------------------------------- | ------------- | ------- | ---- | - |
|               | Travailliste                           | Joyce Quin    | 89,024  | 60,3 | ' |
|               | Conservateur                           | RR Cook       | 39,610  | 26,8 |   |
|               | Liberal                                | BP Carroll    | 19,081  | 12,9 |   |
| Majorité      | Majorité                               | Majorité      | 49,414  | 33,5 |   |
| Participation | Participation                          | Participation | 147,715 |      |   |
|               | Travailliste vainqueur (nouveau siège) |               |         |      |   |

| Parti         | Parti                | Candidat             | Voix    | %    | ±     |
| ------------- | -------------------- | -------------------- | ------- | ---- | ----- |
|               | Travailliste         | Alan Donnelly        | 126,682 | 69,3 | +9.0  |
|               | Conservateur         | NC Gibbon            | 30,902  | 16,9 | -9.9  |
|               | Green                | R Stather            | 18,107  | 9,9  | New   |
|               | SLD                  | Peter J Arnold       | 6,101   | 3,4  | -9.5  |
|               | Socialiste (GB)      | TP Kilgallon         | 919     | 0,5  | New   |
| Majorité      | Majorité             | Majorité             | 95,780  | 52,4 | +18.9 |
| Participation | Participation        | Participation        | 182,711 |      |       |
|               | Travailliste retenir | Travailliste retenir | Swing   |      |       |

| Parti         | Parti                | Candidat             | Voix    | %    | ±       |
| ------------- | -------------------- | -------------------- | ------- | ---- | ------- |
|               | Travailliste         | Alan Donnelly        | 107,604 | 74,4 | +5.1    |
|               | Conservateur         | Ian Liddell-Grainger | 19,224  | 13,3 | -3.6    |
|               | Libéral Démocrate    | PJ Maughan           | 8,706   | 6,0  | +2.6    |
|               | Green                | GLN Edwards          | 4,375   | 3,0  | -6.9    |
|               | Independent          | WE Lundgren          | 4,174   | 2,9  | Nouveau |
|               | Independent          | AW Fisken            | 650     | 0,4  | Nouveau |
| Majorité      | Majorité             | Majorité             | 88,380  | 61,1 | +8.7    |
| Participation | Participation        | Participation        | 144,733 |      |         |
|               | Travailliste retenir | Travailliste retenir | Swing   |      |         |